# Pierre Rémond de Montmort

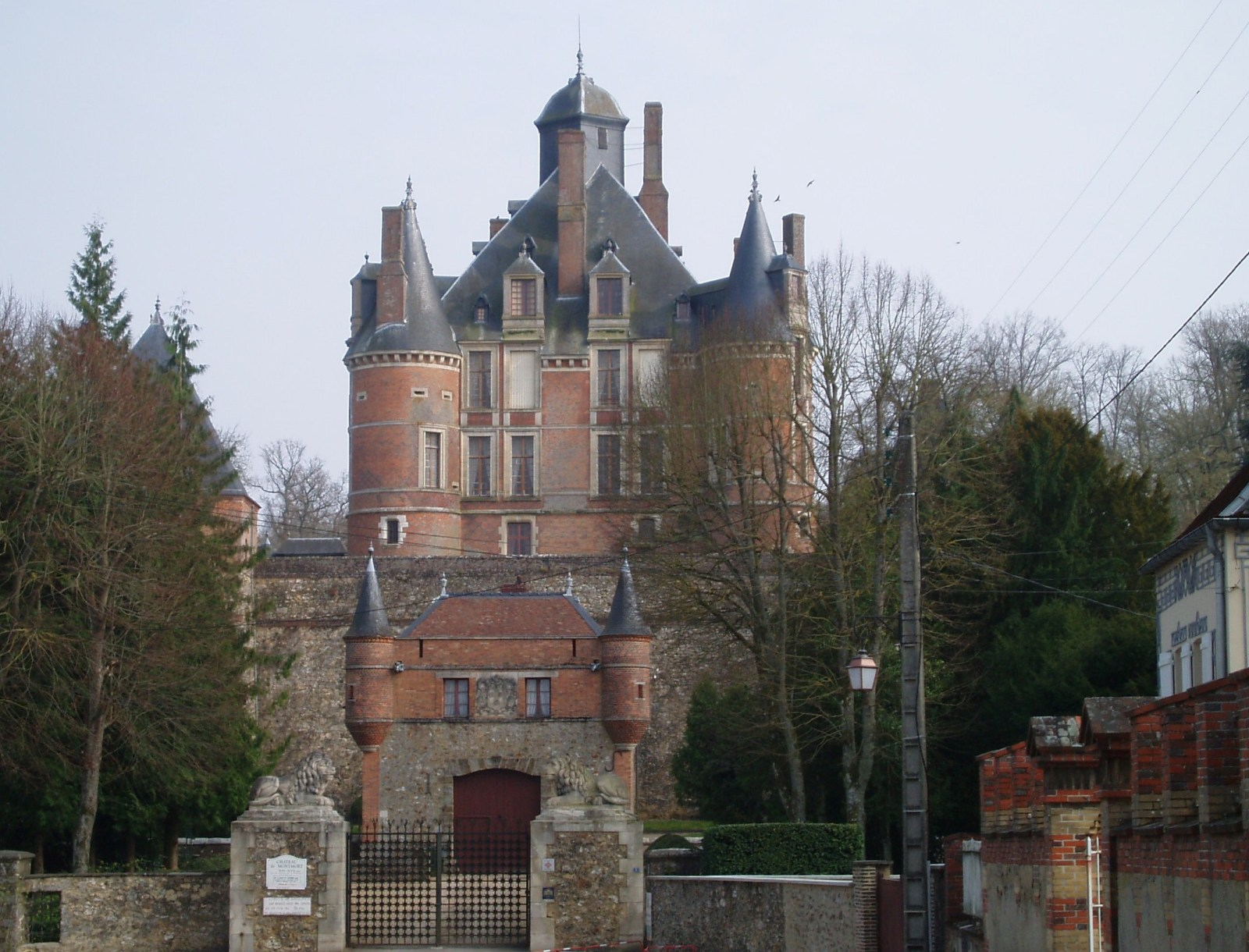
Château de Montmort.

Pierre Rémond de Montmort, född 27 oktober 1678 i Paris, död 7 oktober 1719 i Paris, var en fransk matematiker, son till François Rémond och Marguerite Rallu. Hans namn var ursprungligen bara Pierre Rémond (stundom skrivet Raymond i engelskspråkig litteratur). Hans far pressade honom till att studera juridik, men Pierre motsatte sig och reste till England och Tyskland. Han återvände till Paris 1699, efter att ha fått ett stort arv efter sin far, och köpte slottet Château de Montmort. Han var vän med flera av tidens kända matematiker, speciellt med Nicholaus I Bernoulli som han samarbetade med då denne besökte hans slott. Han invaldes i Royal Society 1715 under ännu ett besök i England, och blev ledamot av franska Académie des sciences 1716.
De Montmort är känd för sin bok om sannolikhetslära och slumpspel, i vilken också kombinatoriska studier av derangemang introducerades. Han är också känd för att vara den som namngav Pascals triangel efter Blaise Pascal: Table de M. Pascal pour les combinaisons.
Ett annat av de Montmorts intressen var differensoperatorer och han bestämde 1713 summan av n termer i en serie av formen
{\displaystyle na+{\frac {n(n-1)}{1\cdot 2}}\Delta a+{\frac {n(n-1)(n-2)}{1\cdot 2\cdot 3}}\Delta ^{2}a+\cdots ,}
där Δ är framåtdifferensoperatorn, något som verkar att oberoende ha återupptäckts av Christian Goldbach 1718.

## Se även

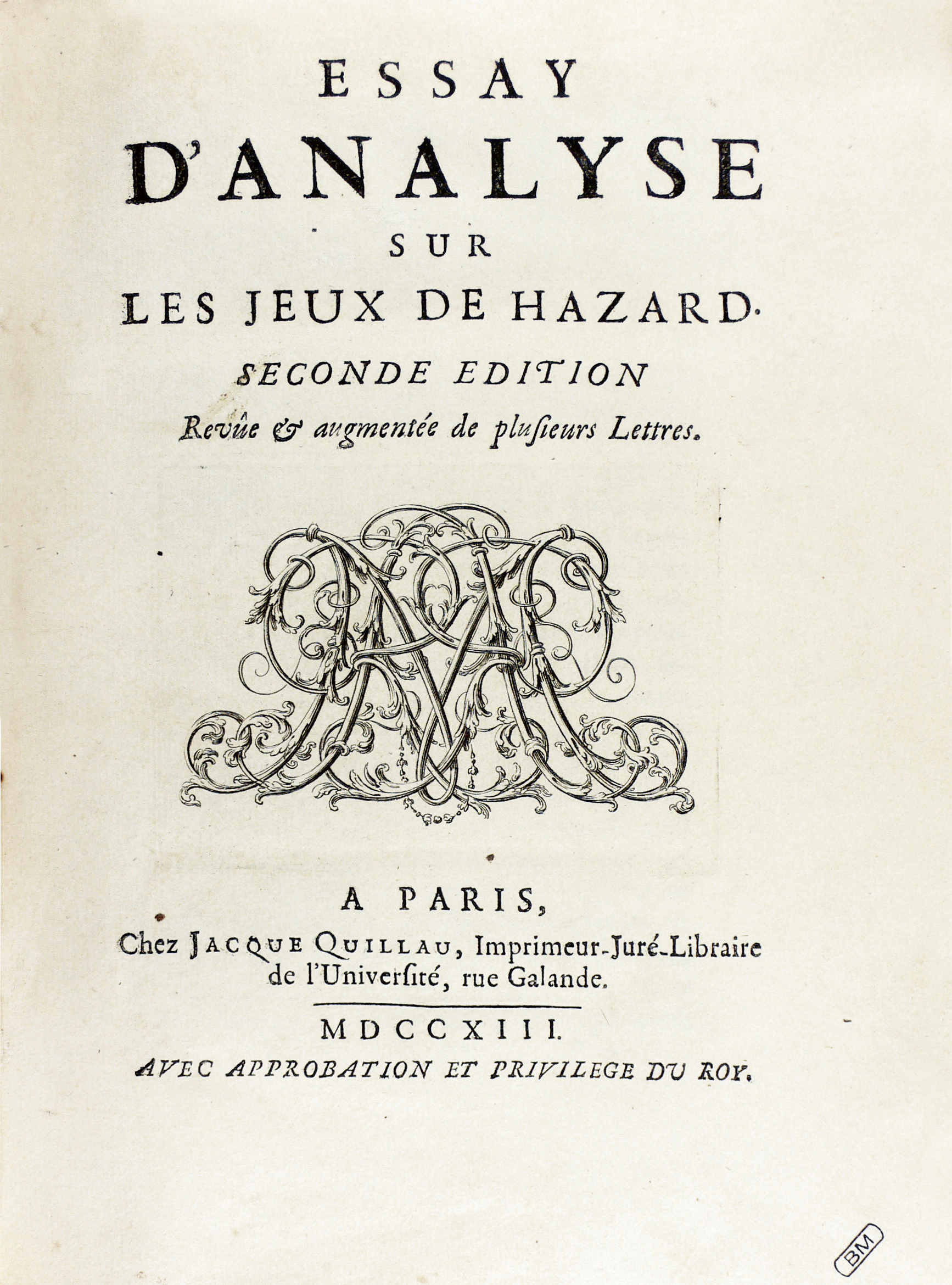
Essay d'analyse sur les jeux de hazard, 1713.